# Liste des races non humaines de la série Doctor Who

Cet article dresse une liste des différentes races non humaines décrites dans la série télévisée de science-fiction britannique Doctor Who.  Les monstres individuels apparaissent sur la Liste des ennemis du Docteur.
- Haut – A
- B
- C
- D
- E
- F
- G
- H
- I
- J
- K
- L
- M
- N
- O
- P
- Q
- R
- S
- T
- U
- V
- W
- X
- Y
- Z

## A

### Adipose
Les Adipose sont une race d'extraterrestres essentiellement formés de graisse, de forme grossièrement humanoïde. Leurs enfants sont de couleur blanche et nacrée et mesurent une dizaine de centimètres. Ils ont une dent unique et acérée, excentrée dans la bouche. Les Adiposes apparaissent pour la première fois dans Le Retour de Donna Noble, où certains ont fait appel à la matrone Cofelia (de la cinquième flotte de la pépinière de Classabindi, classe intergalactique), alias Mlle Foster, pour élever une nouvelle génération sur Terre (leur monde d'origine ayant disparu). Mlle Foster invente un produit qui transforme la graisse humaine en enfant Adipose par parthénogenèse et le commercialise comme amaigrissant. Le processus est normalement inoffensif, mais il peut être accentué en cas d'urgence, provoquant alors la transformation de toute la personne (et donc sa mort). Cette action est hors-la-loi, la Proclamation de l'Ombre ne considérant pas la Terre comme une planète d'élevage.
Dans l'univers parallèle créé dans Le Choix de Donna, l'incident se produit effectivement et cause la mort de plus de soixante millions d'Américains.
Adipose 3, leur monde d'origine, est l'une des 27 planètes volées par les Daleks comme le montre le double épisode La Terre volée et La Fin du voyage.

### Anges Pleureurs
Les Anges Pleureurs sont des créatures qui se nourrissent d'énergie temporelle, ils projettent leurs victimes dans le passé et absorbent l'énergie temporelle ainsi volée. Leur principale défense et système de protection est qu'ils se figent en statues de pierre dès qu'ils sont ou se sentent observés et sont extrêmement rapides lorsqu'on ne les regarde pas. Dès lors, le meilleur moyen de leur échapper est de ne pas les perdre des yeux, et donc de ne jamais cligner des yeux quand on les regarde. Elle est également présentée comme la race la plus dangereuse de tout l'univers. La seule façon de les neutraliser à jamais est de faire en sorte que leurs regards se croisent (cf fin de l'épisode "Les anges pleureurs")
Apparitions
- Les Anges pleureurs — 2007
- Le Labyrinthe des Anges, première partie — 2010
- Le Labyrinthe des Anges, deuxième partie — 2010
- Le Complexe divin — 2011
- Les Anges prennent Manhattan — 2012
- L'Heure du Docteur — 2013
- Montée en enfer — 2015
- L'apocalypse d'Halloween — 2021
- Il n'était pas une fois — 2021
- Le Village des anges — 2021
- Survivants du Flux — 2021

### Atraxi
Les Atraxi se manifestent dans Le Prisonnier zéro sous la forme de vaisseaux spatiaux desquels sortent un œil énorme. Ils sont capables de scruter la planète entière et même de la désintégrer. Ils ressemblent à des cristaux de glace gigantesques avec un œil tout aussi énorme. Les Atraxis forment une sorte de police de l'espace, protégeant l'univers des menaces et emprisonnant les individus dangereux.

### Auton
Les Autons sont des automates semblables aux mannequins que l'on trouve dans les vitrines des magasins. Ils peuvent se mettre en mouvement et peuvent prendre la place des êtres humains. Ils sont totalement insensibles aux balles et sont dirigés par une autre conscience qui ne les « libère » qu'une fois morte. Ils apparaissent dès 1970 dans l'épisode Spearhead from Space, puis dans le premier épisode de le huitième saison Terror of the Autons en 1971, avant de réapparaître dans le premier épisode de la nouvelle série Rose en 2005 et dans La Pandorica s'ouvre, première partie en 2010 où Rory revient dans la série sous la forme d'un légionnaire, qui se révèle être en fait un auton.
Apparitions
- Spearhead from Space — 1970
- Terror of the Autons — 1971
- Rose — 2005
- La Pandorica s'ouvre — 2010

## B

### Boekind
Les Boekind étaient une espèce provenant de la Dévastation d'argent dans la galaxie Isop. Ce sont des gigantesques têtes humanoïdes avec, à la place des cheveux, de nombreux appendices terminés par des structures rondes semblables à des cosses. Face de Boe se déplace sur une structure métallique mobile. Il est mort en l'an 5 000 000 053 alors âgé de plusieurs milliards d'années. Le capitaine Jack Hartness (humain) étant immortel devient face de Boe donc, en théorie un humain peut devenir un Boekind après une longue période.

#### Apparitions
- La Fin du monde — 2005
- Un jeu interminable — 2005
- Une nouvelle Terre — 2006
- L'Embouteillage sans fin — 2007
- Utopia — 2007

## C

### Carrionites
Les Carrionites sont une race d'extraterrestres humanoïdes femelles dont la science extrêmement avancée est basée sur l'utilisation des mots, ce qui fait qu'elles ressemblent à des sorcières. Elles sont très anciennes, une des races les plus vieilles de l'espace connu. Au XVIe siècle, trois d'entre elles tentent de prendre le contrôle et d'utiliser le Théâtre du Globe pour ouvrir un portail permettant aux autres de leur espèce d'arriver sur Terre dans Peine d'amour gagnées.

### Cheetah
Les Cheetahs sont des prédateurs qui adorent chasser. Ils ressemblent à des guépards bipèdes et sont originaires de Cheetah World où ils vivaient avec les kitlings. Leur espèce serait apparentée aux Felinettas;
Après un combat entre le maître et le docteur, la planète des Cheetah a disparu, seuls quelques colons ont survécu.  

#### Apparitions
Doctor Who
- Survival — 1989

Bande dessinée Doctor Who
- The Professor, the Queen and the Bookshop — 2010

Virgin Missing Adventures (en)
- Cradle : Witch Mark — 1992
- Invasion of the Cat-People — 1995

Virgin New Adventures (en)
- First Frontier — 1994

Dr Men
- Dr Seventh — 2017

### Crabe à rêve
Les Crabes à rêve sont une espèce étrange de gros crabe gris qui saute au visage des gens lorsque ceux-ci leur prêtent attention. Par la suite, ils aspirent le cerveau de leur victime. Le tout sans douleur car ils font rêver la personne dans un rêve perpétuel et parfait. Les crabes meurent et tombent en poussière si le rêveur se réveille. Ils apparaissent dans l'épisode spécial Noël 2014 : Douce Nuit.

### Cybermen
Les Cybermen sont des êtres insensibles, dépourvus d'émotions et de sentiments. Ils sont faits d'une armure de métal, de chair humaine et d'une volonté de domination de l'univers. Extraterrestres venus d'une planète jumelle de la Terre dans la première série, ils ont peu à peu disparu mais d'autres ont été créés dans un univers parallèle par John Lumic, dans Le Règne des Cybermen, première partie. 
Il existe des variations au modèle Cybermen comme les Cybermites de la taille d'un insecte ou les Cybershades, plus agiles et utilisant un cerveau de chien ou de chat. Ils sont allergiques à l'or.

## D

### Drahvins
Les Drahvins faisaient partie de l'alliance des anciens ennemis du Docteur qui sont venus en nombre à Stonehenge pendant les événements de l'ouverture de la Pandorica. Les Drahvins sont une espèce à prédominance féminine. Il existe bien quelques hommes mais on restreint leur nombre et ceux jugés excédentaires sont tués. Les femmes Drahvins sont divisées en deux groupes. Le plus important en nombre est une sous-classe comprenant des individus qui ont été créés artificiellement, cultivés in vitro. Ils sont dirigés par un autre groupe, l'élite dirigeante des Drahvins qui sont insensibles, militaristes et semblent dépourvues de toute compassion. Le premier Docteur a rencontré les Drahvins il y a de nombreuses années quand un petit groupe d'entre elles avait atterri en catastrophe sur une planète inconnue. La terrible Maaga dirigeait le groupe et bien qu’une race connue sous le nom de Rills tenta de les secourir, elles ont réagi en essayant de voler leur navire provoquant ainsi leur mort certaine.

### Daleks
Les Daleks sont une race qui ne connait pas les émotions et dont le seul but est d'exterminer toute vie rencontrée afin d'instaurer la suprématie Dalek. Originaires de la planète Skaro, ils sont la mutation programmée de l'espèce Kaled par le savant Davros. C'est l'espèce la plus belliqueuse et la plus dangereuse de l'univers.

### Désossés
Les désossés sont une race à 2 dimensions ayant tenté de coloniser la Terre dans "A plat". 
Ils viennent d'un autre Univers en 2 dimensions et semblent communiquer avec « des cercles ». 
Le Docteur parvint à décrypter quelques sons à l'aide du T.A.R.D.I.S., et finit par en conclure qu'ils nous étudiaient, et voulaient nous remplacer. Ils peuvent rendre les choses en 2 dimensions, et leurs rendre les leurs, en envoyant de l'énergie. 

### Dominateurs
Les Dominateurs sont des mâles ayant colonisé plusieurs galaxies. Deux d'entre eux sont venus forer la surface de la planète Dulkis, habitée par les Dulciens. Ils se servent des Quarks comme serviteurs. Le Docteur, Jamie et Zoé en rencontrent dans l'épisode The Dominators.

## E

### Eknodine
Les Eknodines sont des extraterrestres parasites qui apparaissent dans Le Seigneur des Rêves.
Ils pénètrent et parasitent le corps d'autres êtres qu'ils maintiennent en vie. Ainsi, des personnes âgées peuvent vivre indéfiniment s'ils sont possédés par des Eknodines.
Ils tuent en projetant un gaz sur leurs victimes, qui s'évaporent jusqu'à ne devenir plus qu'un tas de cendres. À l'origine, ils vivaient, fiers et puissants, sur leur planète. Mais des voisins les en ont vraisemblablement chassés.

## G

### Gelths
Les Gelths sont des êtres humanoïdes ayant perdu leurs corps lors de la guerre du temps. Piégés à l'état gazeux, ils ont besoin d'une atmosphère gazeuse pour survivre. Grâce au gaz produit par la décomposition des cadavres, les Gelths arrivent à les posséder. Les morts ainsi animés sont alors capables de se souvenir de détails de leurs anciennes vies.
Le docteur rencontre les Gelths à Cardiff lors du XIXe siècle. Après avoir assisté à une représentation de Charles Dickens, Rose se fait enlever par deux personnes travaillant dans des pompes funèbres : Sneed et Gwyneth. En voulant retrouver son amie, le docteur accompagné de Dickens découvre que les Gelths ont pris possession des pompes funèbres Sneed and Co. Ceux-ci manipulent ensuite Gwyneth pour traverser la faille de Cardiff mais quand celle-ci s'en rend compte, elle se sacrifie en faisant exploser la pièce remplie de gaz et condamnant ainsi les Gelths.
Apparitions
- Des morts inassouvis (The Unquiet Dead) — 2005

### Les Guerriers des glaces
Il s'agit de guerriers venus de Mars. Utilisant des fusils soniques, ils ont une apparence reptilienne. Leur titre provient du premier épisode dans lequel ils apparaissent, en 1967, The Ice Warriors dans lequel ils sont prisonniers dans la glace et tentent ensuite de prendre le contrôle d'une base météorologique. Ils parlent en accentuant les lettres sifflantes.
Pourtant dans le second épisode où ils apparaissent The Seeds of Death l'appellation « guerrier des glaces » est justifiée par le Docteur par le fait que la planète Mars est froide. Dans cet épisode, on apprend que la planète Mars est mourante et que les Martiens tentent d'implanter un champignon mortel à l'intérieur de la planète Terre afin de pouvoir la coloniser. On voit apparaître un système hiérarchique chez eux : les guerriers étant sous la direction des Seigneurs des Glaces qui sont eux-mêmes dirigés par le Grand Marshall (« le grand maréchal »).
Selon les épisodes et l'époque à laquelle il les rencontre, ils sont hostiles, neutres ou alliés au Docteur. Ainsi, dans l'épisode The Curse of Peladon deux d'entre eux font partie d'une commission d'extraterrestres destinée à savoir si la planète Peladon doit rejoindre une fédération galactique. Malgré les soupçons du Docteur, ceux-ci affirment avoir cessé les invasions guerrières depuis des années et ils aident le Docteur dans son enquête. Dans l'épisode The Monster of Peladon Azaxyr, un « Lord » de leur race impose la loi martiale sur la planète Peladon afin de conserver les réserves de Trisilicate, ce qui attise une révolte de mineurs planétaires.
Les quatre histoires faisant apparaître les Guerriers des glaces sont dues à leur créateur, le scénariste Brian Hayles. On les voit apparaître pour la première fois dans un épisode de la seconde série dans l'épisode de 2013, Destruction mutuelle assurée où l'un d'entre eux terrorise un sous-marin russe dans lequel il a été dégelé.

#### Apparitions
- The Ice Warriors — 1967
- The Seeds of Death — 1969
- The Curse of Peladon — 1972
- The Monster of Peladon — 1974
- Destruction mutuelle assurée (Cold War) — 2013
- L'Impératrice de Mars (Empress of Mars) — 2017

## H

### Haths
Extraterrestres pisciformes qui combattent les humains dans La Fille du Docteur.
Un Hath peut être aperçu à la fin de l'épisode La Prophétie de Noël. Ils respirent dans une sorte de bocal contenant un liquide verdâtre.

### Hemo-Variforme
Extraterrestres pouvant prendre possession du corps d'une autre créature vivante par simple morsure. On peut les apparenter aux loup-garous, car ils ont la capacité de se transformer en loups géants les soirs de pleine lune. L'un d'eux a mordu la Reine Victoria dans l'épisode Un loup-garou royal. Il est vénéré comme un dieu par La Congrégation, et a été élevé de sorte que le gui le fasse fuir.

### Hoix
Extraterrestres humanoïdes assez stupides et plutôt laids, le Docteur et Rose en poursuivent un dans L.I.N.D.A..
On les retrouve dans la série dérivée Torchwood.

#### Huon
Extraterrestres sous forme de particules brillantes. Apparaissent dans l'épisode spécial de Noël saison 3 épisode 0 avec David Tennant.

## I

### Isolus
Extraterrestre grégaire qui déteste la solitude et qui ressemble à une sorte de fleur blanche. Plus petite forme d'intelligence de la galaxie, les Isolus sont capables de donner forme matérielle à leurs pensées tout comme ils peuvent capturer des objets réels (dans un dessin par exemple). Créatures très solidaires, ils voyagent tous en famille en suivant les courants solaires, se créant des univers virtuels pour passer le temps. Un Isolus trouve refuge sur Terre dans Londres 2012.

## J

### Judoon
Les Judoons sont une race extraterrestre fictive de mercenaires policiers qui figurent de façon récurrente dans la série de science-fiction britannique Doctor Who et dans sa série dérivée The Sarah Jane Adventures. Ils apparaissent pour la première fois dans l'épisode La Loi des Judoons en 2007.
Ils sont de forme humanoïde, et ont des têtes qui ressemblent à celles de rhinocéros. Ils portent des armures noires et volumineuses et de lourdes bottes, ainsi qu'une jupette qui évoque les centurions romains. Leur langage est fait de syllabes comportant majoritairement la voyelle « o ». Leur sang est de couleur jaune.
Les Judoons forment une police galactique, brutale dans sa façon d'appliquer la loi et hautement logique dans ses tactiques d'intervention. Cependant, ils ne sont pas très intelligents. D'ailleurs, le Docteur indique que, bien que leur comportement soit apparemment celui d'une sorte de milice policière, ce ne sont en fait guère que des « voyous interplanétaires ». Ils n'ont pas le droit d'intervenir sur Terre et aucune autorité pour s'impliquer dans la criminalité humaine, et donc, dans La Loi des Judoons, quand un extraterrestre fugitif se cache dans un hôpital londonien, ils transportent le bâtiment tout entier sur la Lune, territoire neutre. Les Judoons portent des armes à énergie dirigée qui peuvent incinérer les humains.
Dans La Terre volée, ils constituent le service de sécurité du quartier général de la Proclamation de l'Ombre. Dans Prisoner of the Judoon (The Sarah Jane Adventures), le vaisseau spatial d'un Judoon - le capitaine Tybo - s'écrase sur Terre alors qu'il transporte un dangereux criminel. Un groupe de Judoon le rejoint ensuite.
Ils réapparaissent en 2020 dans la saison 12. Dans le dernier épisode, Les Enfants intemporels, ils enferment Le Docteur en prison à vie pour avoir tué Le Maître sur Gallifrey.
Le nom Judoon est une plaisanterie des scénaristes aux dépens de David Tennant pour qui, à cause de son origine écossaise, le son « oon » est difficile à prononcer avec l'accent écossais du Docteur.

#### Apparitions
Doctor Who
- La Loi des Judoons — 2007
- La Terre volée — 2008
- La Prophétie de Noël — 2009
- La Pandorica s'ouvre, première partie — 2010
- La Retraite du démon — 2011
- Le Magicien et son disciple — 2015
- Le Contrat des Judoons — 2020
- Les Enfants intemporels — 2020

The Sarah Jane Adventures
- Prisoner of the Judoon — 2009

## K

### Kahlers
« Une des plus brillantes races de la galaxie » selon le Docteur. Les Kahlers sont une espèce de scientifiques géniaux très développés. Mais une atroce guerre les conduit à des expériences inhumaine pour sauver leur planète. L'un d'entre eux, Kahler-Jex apparaît dans l'épisode 3 de la saison 7 (2012), La Ville de la miséricorde. Physiquement ils semblent humains, la seule caractéristique qui différencie les deux races est la marque verte qu'ils portent sur la tempe droite. Cette marque est aux Kahlers ce que les empreintes digitales sont aux êtres humains, elle est différente pour chaque individu.

### Krillitanes
Les Krillitanes sont des extraterrestres qui aiment incorporer les caractéristiques physiques des espèces qu'ils conquièrent. Dans L'École des retrouvailles, ils s'emparent d'un collège dont ils utilisent les élèves pour résoudre le « Skasis Paradigm », la théorie du tout, en exploitant les élèves d'une école.

### Krafayis
Les Krafayis sont des prédateurs grégaires qui ont la particularité d'être invisibles. Un membre de cette espèce est abandonné sur Terre au XIXe siècle dans Vincent et le Docteur. Ils sont très grands, ont des allures de dinosaures et possèdent une tête en forme grossière de coq.

## M

### Macras
Ce sont d'énormes extraterrestres en forme de crabes autrefois intelligente, ils ont régressé dans les souterrains de New New York où ils se nourrissaient de gaz d'échappement. Dans le passé, ils contrôlaient une colonie humaine, la forçant à miner du gaz nécessaire à leur survie 
Apparitions
- The Macra Terror — 1966
- L'Embouteillage sans fin (Gridlock) — 2007

### Malmooth
Espèce semi-humanoïde semi-insectoïde de couleur bleue. Ils produisent leur nourriture (du lait qui sort de leur corps) et habitaient dans des conglomérations. Une de leurs particularités notables est de commencer toutes leurs phrases par la première syllabe de leurs prénoms et de les finir par la dernière de celui-ci. Leur dernière survivante, Chantho, est assassinée par le Maître à Malcassario.
Apparitions
- Doctor Who :
  - Utopia — 2007
- The Forgotten
  - Revelation — 2008

### Moines sans têtes
Les moines sans têtes constituent un ordre religieux. Ils sont affiliés au complexe papal et au Silence. Les moines apparaissent dans l'épisode La Retraite du démon et sont présents auprès des forces armées de Madame Kovarian sur l'astéroïde appelé la retraite du Démon. Ces moines sont réellement dépossédés de leur tête car selon eux la véritable foi réside dans le cœur, la tête étant le lieu où germe le doute. Il est considéré comme une hérésie de rang 1, passible de mort, de tenter de soulever la capuche d'un moine. Les moines sans têtes sont armés d'épées parcourues d'énergie. Lors de la bataille de la Retraite du démon, ils tendent un piège au Docteur et à ses compagnons en causant de nombreuses pertes dont Dorium Maldovar qui, après avoir été décapité, rejoint de facto les moines. Dans l'épisode Le Mariage de River Song le Docteur se rend dans le Septième Transept où sont conservés les crânes des Moines sans tête.

### Monoïdes
Cyclopes qui se sont réfugiés sur terre à la mort de leur planète. La terre étant sur le point d'être brûlée par le soleil, ils voyagent avec les humains vers une nouvelle planète à bord d'un vaisseau qui prend le nom de l'Arche après un premier passage du Docteur. Après des siècles de voyage, les monoïdes, jusque là serviteur pacifiques, se révoltent et veulent détruire l'humanité et débarquer seuls.
Apparitions :
- The Ark — 1966

## N

### Nimons
Les Nimons ont l'apparence de taureaux humanoïdes, ils sont capables de créer des trous noirs et se nourrissent de la vie des humains.
Le docteur rencontre l'un d'entre eux pour la première fois sur Skonnos, celui-ci se fait passer pour un dieu exigeant des sacrifices. 
Pris au piège d'un hôtel terrifiant où les détenus deviennent fous et sont tués les uns après les autres, le Docteur parvient à capturer celui qui les a enlevé, il décrit cette créature comme un membre d'une espèce cousine des Nimons, celui ci se nourrit de la foi de ses victimes  

#### Apparitions
- The Horns of Nimon — 1979/80
- Le Complexe divin (The God Complex) — 2011

## O

### Oods
Les Oods sont une race d'extraterrestres réduite en esclavage par les humains.
Ils sont d'apparence humanoïde avec des tentacules partant de la partie basse de leur visage. L'un de ces tentacules, plus long que les autres, les relie à un « second cerveau » externe qu'ils tiennent à la main. Les Oods sont reliés entre eux par un champ télépathique généré par un gigantesque cerveau principal, raison pour laquelle ils ne portent pas de noms (ils déclarent « ne faire qu'un ») bien que les humains leur donnent des identifiants comme « Ood 1 alpha 1 » ou « Ood Sigma ». À l'état « domestique », le cerveau externe des Ood est amputé et remplacé par un module électronique de traduction qui leur permet de communiquer verbalement avec les humains.
Rose et le Docteur les rencontrent pour la première fois dans La Planète du Diable, où un grand nombre de Oods accompagnent une expédition humaine sur la planète Krop Tor, en orbite autour d'un trou noir. Les Oods, alors possédés psychiquement par la Bête, sont utilisés par celle-ci pour tuer l'équipage humain en les électrocutant au moyen de leur module de communication.
Dans l'épisode Le Chant des Oods, des Oods captifs de la société Ood Operations (qui vend des Oods aux foyers humains depuis 200 ans) mais n'ayant pas encore subi l'amputation de leur second cerveau se servent de leurs capacités télépathiques pour faire entendre au Docteur et à Donna leur « chant ». C'est dans cet épisode que l'on apprend que les Oods, jusqu'ici présentés comme une race « désireuse de servir », sont en réalité réduits dans un état de servitude par les humains qui ont séquestré leur cerveau principal.
Après avoir été libérés par le Docteur et Donna, les Oods se révèlent capables de se projeter dans le temps. L'un d'entre eux, Ood Sigma, prophétise la mort prochaine du Docteur (lui disant que « son chant touchera bientôt à sa fin »). Des apparitions ponctuelles de Ood Sigma sont ensuite utilisées dans les épisodes La Conquête de Mars et La Prophétie de Noël comme un symbole qui accompagne le dixième Docteur dans la dernière aventure avant sa régénération. Un Ood est apparu dans le 4e épisode de la 6e saison L'Âme du TARDIS, sous le nom de « Nephew » (« Neveu » en français). Ce Ood était un esclave du Foyer, l'être qui composait la planète où il vivait ; il fut tué par inadvertance par le Docteur.
Un Ood apparaît au 52e siècle au bar du Maldovarium dans le 1er épisode de la 9e saison, Le Magicien et son disciple, puis apparaît par la suite dans la 13e saison dans les cinquièmes et sixièmes chapitres Survivants du Flux et Les Conquérants.

#### Apparitions
- La Planète du Diable — 2006
- Le Chant des Oods — 2008
- La Conquête de Mars — 2009
- La Prophétie de Noël — 2009
- L'Âme du TARDIS — 2011
- Death is the Only Answer — 2011
- Pond Life — 2012
- Le Magicien et son disciple — 2015
- Survivants du Flux — 2021
- Les Conquérants — 2021

### Ogrons
Les Ogrons sont une race d'extraterrestres servant de mercenaires pour différentes factions. Les Ogrons sont des créatures semblables à des gorilles, peu intelligentes qui vivent dans des communautés séparées sur une planète inconnue de la Voie lactée, loin des routes spatiales. La race dominante de leur planète est une sorte de reptile limace nommée le Eater que les Ogrons craignent et respectent comme un être divin. Les Ogrons sont des mercenaires. Ils ont ainsi été employés par les Daleks ou par le Maître. Sur certaines planètes humaines, les Ogrons sont employés comme agents de police.
Ils apparaissent pour la première fois dans l'épisode, Day of the Daleks en 1972 où ils sont envoyés sur une Terre contemporaine afin d'exécuter des résistants venus d'un futur où le monde est gouverné par les Daleks. On les aperçoit brièvement dans Carnival of Monsters où ils sont capturés dans une machine de fête foraine. Dans Frontier in Space ils servent les intérêts du Maître en attaquant des convois spatiaux afin de provoquer des tensions politiques entre deux empires. Au cours de cet épisode, leur planète, un monde hostile et pierreux, est montré.
Ils apparaissent dans de nombreux romans, bandes dessinées et jeux vidéo dérivés de la série.

#### Apparitions
- Day of the Daleks — 1972
- Carnival of Monsters — 1973
- Frontier in Space — 1973
- Dimensions in Time — 1993

## P

### Plasmavores
Les Plasmavores sont une race d'extraterrestres qui boivent le sang de leurs victimes. Cela leur permet d'assimiler leur patrimoine génétique et de sembler appartenir à la race de leur choix. On peut en voir un dans La Loi des Judoons.

#### Apparitions
- La Loi des Judoons — 2007

### Pyroviles
Les Pyroviles sont une race d'extraterrestres ignés de la planète Pyrovilia. Ils sont composés d'un gaz conscient contenu dans une armure de roche. Ils apparaissent dans l'épisode La Chute de Pompéi. Pyrovilia est une des vingt-sept planètes volées par les Daleks. Ils ont une sorte d'armure techno-rocheuse tenue par du magma.

## R

### Racnoss
Les Racnoss sont une race extraterrestre très ancienne d'araignées géantes humanoïdes, carnivores et perpétuellement affamées. Elles sont dirigées par une Impératrice. Elles furent détruites par les Seigneurs du Temps.

### Raxacoricofallapatoriens
Les Raxacoricofallapatoriens sont des extraterrestres dont la biologie est basée sur le calcium. Leur planète d'origine est Raxacoricofallapatorius. Ils mesurent plus de deux mètres et ont une couleur de peau qui varie selon les familles. Les Slitheens oscillent entre le jaune et le vert, les Blathereens sont de couleur orange. Leur tête ressemble vaguement à la tête d'un bébé humain, bien que beaucoup plus grosse, et leurs yeux clignent de façon latérale. Leurs mains sont en fait de longues griffes.
Les Raxacoricofallapatoriens sont divisés en familles. On connait notamment la famille des Slitheens et celle des Blathereens.
Les Raxacoricofallapatoriens ont des lois cruelles, notamment dans l'application de la peine de mort. Ils maîtrisent la technologie des champs compressifs, qui permettent notamment aux Slitheens de se glisser dans la peau de leurs victimes.
Ils apparaissent dans Doctor Who et dans The Sarah Jane Adventures.

## S

### Sensorites
Les sensorites sont une espèce télépathe vivant sur la sphère des sens. Ils apparaissent dans la première saison de la première série de Doctor who. Ils n'apparaissent qu'une fois mais sont la première espèce non humaine et non agressive de la série. Ils sont présents dans l'épisode « the Sensorites ». Ils viennent du même système que les Oods ce qui explique leur ressemblance et leurs dons télépathes.

### Sea Devils
Les Sea Devils sont une branche marine de l’espèce des Siluriens. Ce sont des animaux à sang froid capables de respirer sous l'eau ou d'emmagasiner de l'oxygène pour les plongées jusqu'à leur base dans les profondeurs de l'océan. « Sea Devil » est le terme que l'homme a donné à cette espèce mi-homme mi-reptile, bien que cette dénomination semble avoir été adoptée plus tard en l’honneur de leur qualité de guerriers en armures. Les Sea Devils parcourent de longues distances dans des sous-marins ; ils ont mis au point des armes à rayons thermiques dont ils peuvent se servir sous l'eau et ont utilisé le génie génétique pour créer des monstres marins tels que le Myrka. Au moins un groupe de Sea Devils est parvenu à rentrer en contact avec Ichtar, un survivant de haut rang des Siluriens, première tribu que le Docteur ait rencontrée. Ensemble ils ont tenté d'exterminer la race humaine par une guerre nucléaire. Mais la vulnérabilité des Sea Devils au gaz hexachromite a mis un terme à ce plan désespéré.

### Saturnyniens
Les Saturnyniens sont une race d'extraterrestres aquatiques qui vivent dans les abysses de leur planète Saturnyne, ce qui a entraîné chez eux une aversion pour la lumière. Ils apparaissent dans l'épisode Les Vampires de Venise : leur planète a alors été détruite et ils se sont réfugiés dans la Venise du XVIe siècle et vivent parmi les humains au moyen d'un filtre de perception qui camoufle leur véritable aspect. La comparaison avec des vampires, présente dès le titre de l'épisode, est due au fait que leur comportement et certains de leurs traits rappellent cette créature du folklore populaire.
Les actions du Docteur conduisent à la disparition des derniers représentants de cette espèce.

### Seigneurs du Temps
Une des races les plus évoluées de l'univers, les Seigneurs du Temps ont une apparence semblable à celle des humains, mais une biologie différente, et notamment deux cœurs. Mortellement blessés, ils sont capables de se régénérer en changeant chaque cellule de leur corps, ce qui modifie leur apparence. Ils ont une grande longévité et peuvent voyager dans le temps avec leurs Tardis. Le Docteur et le Maître sont eux-mêmes des Seigneurs du Temps. Mais considéré à tort comme une « Race », il s'agit plutôt d'une classe social Gallifréenne.

### Le Silence
Même si le Silence est censé être une organisation religieuse, le terme englobe aussi une race d'extraterrestres ayant envahi la Terre durant la préhistoire. Lorsqu'une personne détourne le regard d'une de ces créatures, elle l'oublie aussitôt. Elles possèdent aussi un pouvoir de suggestion puissant poussant l'humanité là où le Silence le veut. Un Silence peut désintégrer une personne en lui envoyant une décharge de forte intensité avec les doigts.
Le Docteur les rencontre pour la première fois en 2011 dans le double épisode de la 6e saison L'Impossible astronaute. Il lance alors une révolution contre le Silence en utilisant l'enregistrement de Neil Armstrong marchant sur la Lune et en y intégrant un message détourné venant des Silences. En effet plus tôt dans l'épisode, un Silence blessé est filmé alors qu'il détaille le fait que sa race est là depuis la préhistoire et que les humains devraient les « tuer à vue » au lieu de le soigner. Le Docteur insère la phrase du Silence « Vous devriez nous tuer un par un » à la transmission du premier pas de l'Homme sur la Lune, les humains ne retenant pas la présence de l'extraterrestre, mais recevant le message subliminal. Ainsi le Docteur parvient à placer l'idée de tuer les Silences à vue partout sur Terre, et ce pour des générations : en effet tous les humains se tournent un jour vers les débuts de l'exploration de l'espace, entraînant le renouvellement du message subliminal dans leurs esprits.
À la fin de la saison 6, on apprend que le Silence est un ordre religieux qui a une croyance fondamentale : le Silence tombera quand la question sera posée. Cette question est : « Doctor Who ? » (en français : « Docteur qui ? »).
Ce passage fait de nouveau référence au nom du Docteur que personne ne doit connaitre.
On apprend dans L'Heure du Docteur l'origine de ce groupe religieux, et le fait que la race qui le constitue principalement a été créée à l'origine en tant que confesseurs.

### Siluriens
« Siluriens » redirige ici. Pour les autres significations, voir Silurien (homonymie).
Les Siluriens sont des créatures reptiliennes qui vivent sous terre. Ils auraient été les premiers êtres évolués de la Terre. Persuadés que la Terre allait être détruite par une planète proche d'elle (qui devient en réalité la Lune), ils se sont retirés dans des grottes et se sont mis en état d'hibernation. Réveillés, certains d'entre eux tentent de détruire les humains afin de reprendre possession de la Terre, tandis que d'autres ont l'espoir qu'un traité de paix puisse unir les humains (qu'ils assimilent à des singes) et leur civilisation. Les Siluriens se défendent grâce à un dispositif sonique, situé dans le haut de leur tête permettant de tuer un être humain ou de commander différents appareils (utilisation semblable au Tournevis sonique). Les Siluriens ont pour animaux de compagnie des dinosaures.
Imaginés par le scénariste Malcolm Hulke, ils apparaissent pour la première fois dans la série en 1970 face au troisième Docteur dans Doctor Who and the Silurians. Dans cet épisode les Siluriens se réveillent à la suite de l'apparition d'une centrale électrique proche de leurs grottes, et certains d'entre eux projettent de reprendre le contrôle de la Terre en inoculant un virus aux humains, puis en faisant disparaître la couche d'ozone. Défaits, ils sont bombardés par le Brigadier Lethbridge-Stewart. Un autre épisode de Malcolm Hulke de 1972, The Sea Devils, montre des « cousins » des Siluriens appelés par les humains des « Démons des Mers » (Sea Devils) et vivant sous l'eau. En 1984, l'épisode Warriors of the Deep voit les deux espèces cousines attaquant ensemble une base sous-marine nucléaire dans le but d'éradiquer l'espèce humaine et de revenir sur Terre.
Ils réapparaissent dans la nouvelle série avec le 11e Docteur en 2010 dans La Révolte des intra-terrestres, première partie. Cette race cousine des Siluriens a un aspect bien plus reptilien et ne possède plus le dispositif sonique situé sur leur tête. L'épisode Des dinosaures dans l’espace nous apprend qu'ils ont aussi envoyé des navettes dans l'espace afin de coloniser d'autres planètes, et créé des arches spatiales destinées à sauver les dinosaures.
L'un des personnages récurrent de l'ère « Matt Smith », Madame Vastra est une Silurienne qui vit au XIXe siècle et officie comme détective, le visage dissimulé sous un voile. Elle est mariée à sa domestique, une humaine nommée Miss Jenny Flint. Ces personnages apparaissent dans La Retraite du démon, La Dame de glace, Le Cauchemar écarlate et Le Nom du Docteur puis dans En apnée avec le 12e Docteur.

#### Apparitions
- Doctor Who and the Silurians — 1970
- The Sea Devils — 1972
- Warriors of the Deep — 1984
- La Révolte des intra-terrestres, première partie — 2010
- La Révolte des intra-terrestres, deuxième partie — 2010
- La Pandorica s'ouvre, première partie — 2010
- La Retraite du démon — 2011
- Le Complexe divin — 2011
- Le Mariage de River Song — 2011
- Des dinosaures dans l’espace — 2012
- La Dame de glace — 2012
- Le Cauchemar écarlate — 2013
- Le Nom du Docteur — 2013
- En apnée — 2014
- Le Corbeau — 2015
- Joy to the World — 2024

### Sontariens
Les Sontariens sont une race guerrière impériale qui vit dans une suite perpétuelle de conflits qu'ils affectionnent particulièrement. Toute leur anatomie est dédiée à la guerre, elle est pensée dans les moindres détails et leur équipement est fait dans cette même optique (un champ de force permet de gonfler les balles en cuivre, ce qui empêche les tirs ennemis). La seule « faiblesse » des Sontariens est leur système respiratoire qui se trouve dans leur nuque et qui les empêche ainsi de fuir le champ de bataille en tournant le dos à leurs adversaires. Une simple pichenette à cet endroit les paralyse. 
Les Sontariens se reproduisent par clonage intensif. Strax est l'un d'eux.

### Sycorax
Les Sycorax sont une race humanoïde extraterrestre qui pillent et dépouillent les planètes et leurs ressources et réduisent leurs habitants en esclavage. Ils apparaissent dans l’épisode L'Invasion de Noël et sont affrontés par le tout nouveau 10e Docteur.
Ils sont capables, à l'aide d'un appareil complexe de manipulation sanguine, de contrôler un type de sang. Ainsi, ils parviennent à contrôler dans L'Invasion de Noël tous les humains possédant un sang de type A positif, soit un tiers de la population.

## T

### Tenza
Les Tenza sont des extraterrestres très sensibles aux émotions. Lorsqu'ils trouvent un être vivant, ils prennent la forme de ce que cet être désire le plus au monde. La seule fonction des Tenza est d'être aimé, désiré. Dans l'épisode Terreurs nocturnes (Night Terrors), le Docteur rencontre Georges, un jeune Tenza ayant pris l'apparence du petit garçon d'un couple stérile. Il utilise un filtre à perception pour leur faire oublier qu'ils ne peuvent pas avoir d'enfant. Cependant, Georges n'a pas conscience d'être un alien, et il se sent mal-aimé, ce qui se traduit chez lui par de la pantophobie (peur de tout) et par la matérialisation de ses frayeurs qui enlèvent un à un les habitants de l'immeuble où il vit. Tout redevient normal quand le père de Georges apprend sa différence et l'accepte en lui disant qu'il l'aime. Le Docteur précise qu'en tant que Tenza, Georges sera le « petit garçon rêvé » et qu'il suivra la voie que ses parents veulent qu'ils suivent.

### Terileptils
Les Terileptils sont une race reptilienne pouvant contrôler les humains grâce à des bracelets. Ils semblent aussi capables de créer des virus. On apprend que les Terileptils ont provoqué le grand incendie de Londres en 1666.

### Thals
Originaires de Skaro, les Thals partageaient la planète avec les Kaleds, les progéniteurs des Daleks contre qui ils étaient en guerre. On les voit lutter contre les Daleks dans l'épisode The Daleks le deuxième sérial de Doctor Who, en 1963. Ils possédaient une apparence humanoïde et les cheveux blonds. Ils finissent par disparaître, abandonnant leur planète aux Daleks.

### Toclafanes
Se présentant initialement comme une race d'extraterrestres bienveillants contenus dans des sphères métalliques, les Toclafanes envahissent et asservissent la Terre pour le compte du Maître dans l'épisode Que tapent les tambours. On apprend, lors de l'épisode suivant Le Dernier Seigneur du temps, qu'ils sont en réalité les lointains descendants de l'humanité vers la fin des temps. Le Docteur révèle que leur nom vient des contes de fées de Gallifrey.

### Tritovores
Humanoïdes insectoïdes à tête de mouche, ils se nourrissent des déchets des autres espèces. Le Docteur en rencontre dans un vaisseau Tritovore écrasé sur la planète San Hélios dans l'épisode Planète Morte.

## V

### Vashta Nerada
Créatures de l'ombre, les Vashta Nerada sont de redoutables carnassiers, des piranhas flottant dans les airs. Microscopiques (le Docteur dit que l'on peut les voir, si l'on regarde attentivement certains grains de poussière dans les rayons du Soleil), ils se réunissent en essaims et simulent une ombre. Cela leur permet de rester discrets et de traquer leur proies. La proie est marquée par une deuxième ombre qui s'ajoute à la sienne. Une fois marquée, elle n'est jamais abandonnée. Elle peut être dévorée dans l'instant ou un peu plus tard, mais la mort est immédiate, et il ne reste que les os de la proie. Ils sont aussi appelés « les ombres qui font fondre la chair », c'est la traduction de leur nom. La lumière ne les arrête pas mais les ralentit. Pour les repérer, le Docteur utilise soit son tournevis sonique ou bien en lançant une cuisse de poulet à travers l'ombre : seul l'os retombe au sol, totalement dépouillé par les Vashta Nerada.
On sait qu'ils naissent de spores dans les arbres et passent leur existence dans les forêts.
Ils sont présents sur la plupart des planètes, mais se nourrissent généralement de cadavres, et dans quelques cas, de personnes vivantes. Le Docteur les rencontre dans Bibliothèque des ombres. Ils sont de retour dans le jeu Shadows of the Vashta Nerada.
Ils peuvent aussi, lorsque suffisamment nombreux, utiliser les équipements de leurs victimes (scaphandres et appareils électroniques) et les utiliser comme leur ancien possesseur. Ils sont aussi capables d'utiliser la conscience des victimes humaines pour communiquer.

### Vespiformes
Les Vespiformes sont une race d'extraterrestres insectoïdes qui ressemblent à de gigantesques guêpes construisant leurs ruches dans la galaxie Silfrax. Donna et le Docteur rencontrent un Vespiforme dans Agatha Christie mène l'enquête sous la forme d'un hybride mi-vespiforme mi-humain, capable de passer de la forme humaine à la forme vespiforme et vice-versa.

### Vinvocci
Extraterrestres humanoïdes de couleur verte dont la tête chauve est couverte de pointes. Ils apparaissent dans La Prophétie de Noël. Ils sont apparentés aux Zocci, bien qu'ils disent qu'ils n'ont « rien à voir » avec, et sont en mauvais termes avec cette espèce voisine.

### Robot Sandminer
Les Robot Sandminer sont des serviteurs robotisés d’apparence humanoïde originaires de Kaldor City. Certains d'entre eux sont devenus meurtriers après que Taren Capel, un scientifique ayant grandi à leurs côtés les a modifiés pour « les libérer ». Les Robot Sandminer renégats ont finalement été détruits. 
Il existe trois classes de Robot Sandminer :
- Les Dums, incapables de parler, ils portent des tuniques noires
- Les Vocs, ils savent parler et peuvent utiliser des machines sans surveillance, leurs tuniques sont vertes
- Les Super-Vocs, chefs de groupes de robots, ils portent une tunique d'argent

#### Apparitions
Doctor Who
- The Robots of Death — 1977

Bandes dessinées Doctor Who
- Crisis on Kaldor — 1981
- The Girl Who Loved Doctor Who — 2013

Roman Doctor Who
- Corpse Marker (en) — 1999

Kaldor City (en)
- Occam's Razor — 2001
- Hidden Persuaders — 2002
- Taren Capel — 2003
- Checkmate — 2003
- Storm Mine — 2004

### Voord
Dans « Les clés de Marinus » (1er docteur, 1re saison 1963-1964), les Voords veulent s'emparer d'une machine leur permettant de contrôler la volonté de tous les habitants de la planète.

### Vykoïde
Les Vykoïdes sont des petits humanoïdes d'environ 7 cm. Ce sont des guerriers qui réduisent en esclavage les populations qu'ils envahissent.

#### Apparition
Roman Doctor Who
- L'Armée oubliée (en) (The Forgotten Army) — 2010

## Z

### Zocci
Extraterrestres humanoïdes de couleur rouge dont la tête chauve est couverte de pointes, faisant la moitié de la taille d'un humain. Un des leurs, Bannakaffalatta, meurt héroïquement dans Une croisière autour de la Terre.

### Zygon
Les Zygons sont une race d'extraterrestres humanoïdes originaires de la planète Zygor et ayant la capacité de prendre l'apparence d'un autre être vivant tout en gardant en vie le sujet qui leur sert de modèle. Ils font leur apparition pour la première fois dans l'épisode Terror of the Zygons. Ils sont de retour dans l'épisode spécial Le Jour du Docteur ainsi que dans le double épisode The Zygon Invasion/The Zygon Inversion.